# Forstdienstgehöft Alt-Süssendell

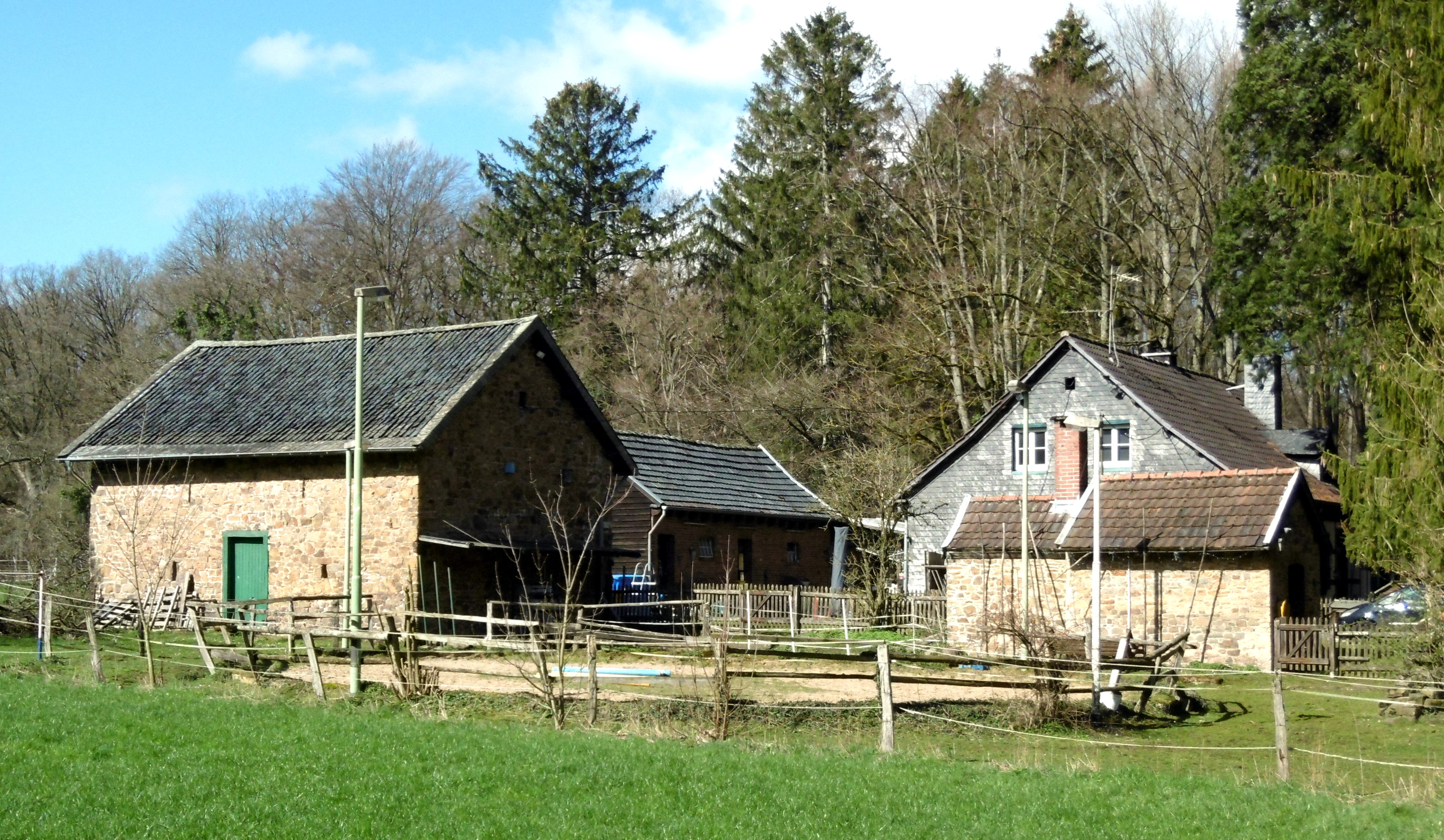
Gesamtanlage ehem. Forstdienstgehöft
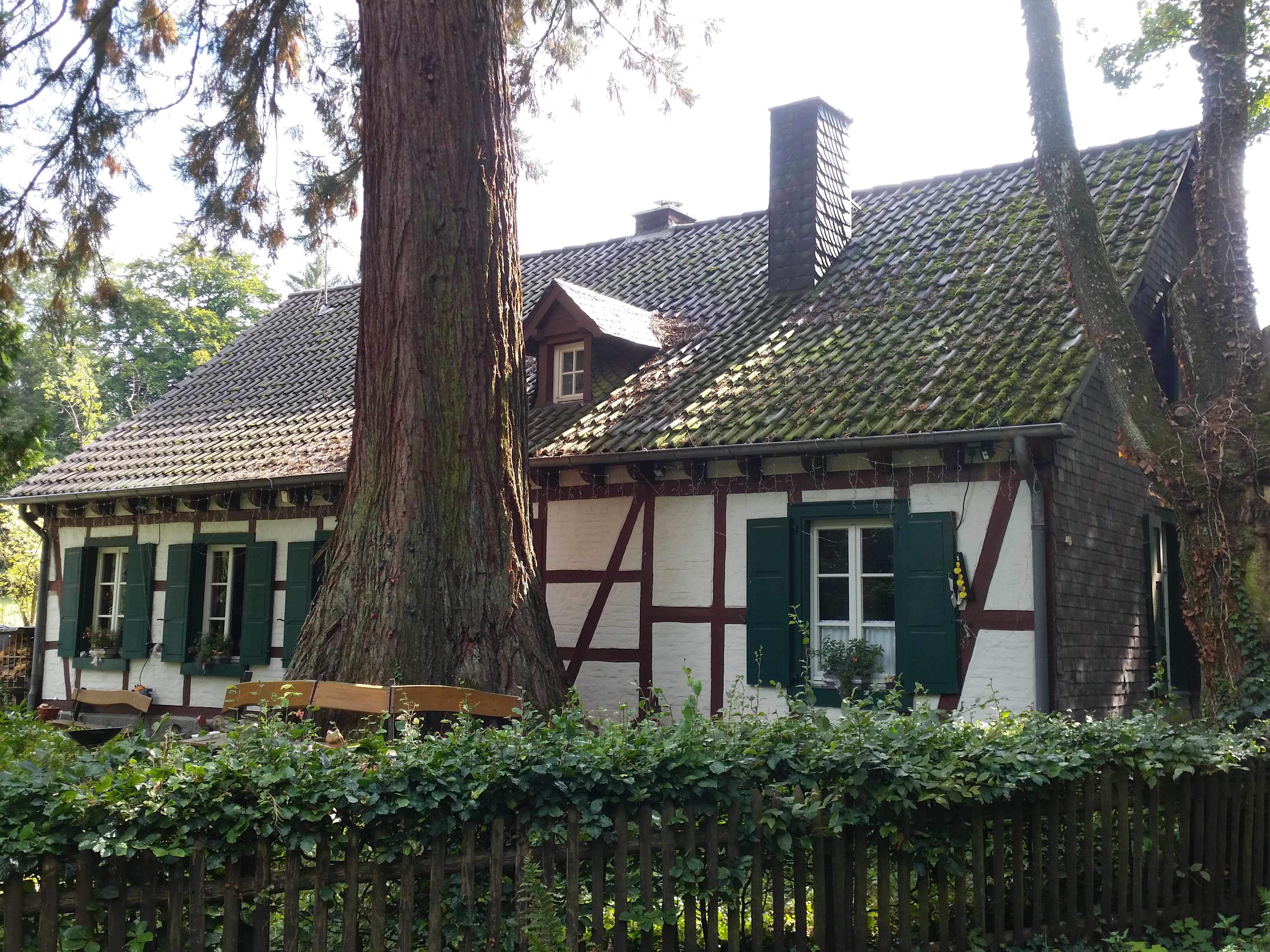
Dienstgebäude

Das Forstdienstgehöft Alt-Süssendell steht im Waldstück Süssendell bei Mausbach, einem Stadtteil von Stolberg (Rhld.) in der nordrhein-westfälischen Städteregion Aachen.
Das Anwesen wurde mitten im Wald im Jahre 1829 erbaut. Es handelt sich somit um eines der ältesten preußischen Forstgehöfte im Rheinland. Das Hilfsförstergehöft wurde nach einem Typengrundriss der Bauverwaltung erbaut. 1878 kamen die Scheune, der Stall, und das Wasch- und Backhaus dazu.
Das Forstdienstgebäude ist ein Zeugnis für die Arbeits- und Lebensbedingungen der Forstbediensteten in der ersten Hälfte des 19. Jahrhunderts. Aus diesem Grund wurde es unter Nr. 171/14/01/-/340 am 28. September 1984 von der Stadt Stolberg unter Denkmalschutz gestellt.
Koordinaten: 50° 44′ 52″ N, 6° 17′ 24,9″ O

## Quelle
Hinweisschild am Forstdienstgehöft Alt-Süssendell